# Ulrich Thomas

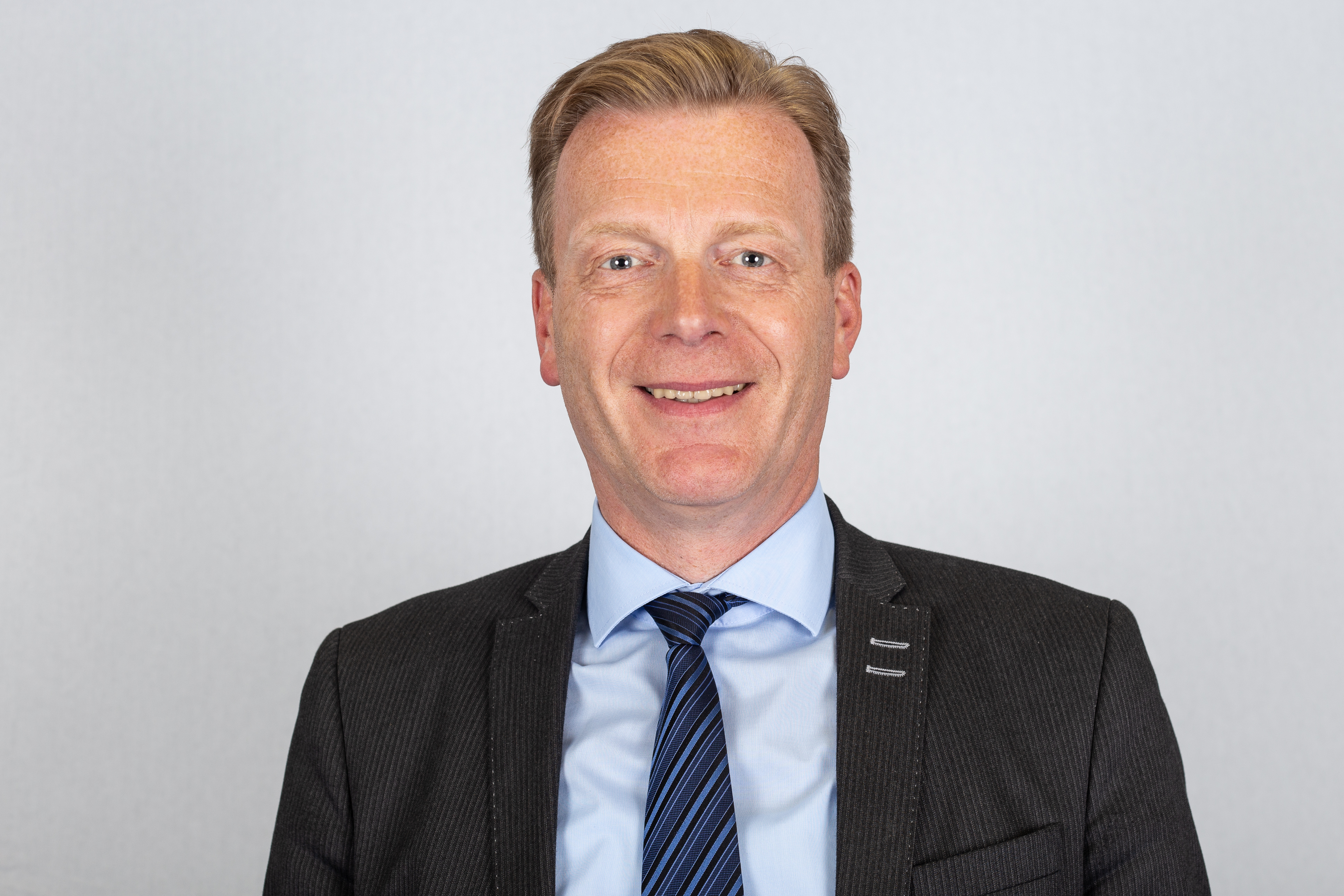
Ulrich Thomas 2018

Ulrich Thomas (* 22. März 1968 in Quedlinburg) ist ein deutscher Politiker (CDU) und Mitglied des Landtages von Sachsen-Anhalt.

## Leben
Nach Abschluss der Polytechnischen Oberschule im Jahr 1984 machte Ulrich Thomas von 1984 bis 1987 eine Berufsausbildung zum Elektroinstallateur. 1987 und 1988 leistete er seinen Wehrdienst. Anschließend von 1988 bis 1990 war Thomas als Elektroinstallateur tätig. Seit 1990 ist er selbstständiger Fahrlehrer und Fahrschulinhaber.
Seit 2005 ist Thomas Vorsitzender des Fördervereins der Kreisvolkshochschule Quedlinburg. Er ist evangelisch, verheiratet und hat zwei Kinder.

## Politik
Ulrich Thomas trat 1998 der CDU bei. Von 1999 bis 2007 war er Mitglied im Kreistag Quedlinburg. Zwischen 2002 und 2004 war er Vorsitzender im Ortsverband Quedlinburg. Seit 2004 ist Thomas Mitglied im Stadtrat von Quedlinburg. Von 2004 bis 2006 war er CDU-Kreisvorsitzender von Quedlinburg und seit 2006 ist er CDU-Kreisvorsitzender im Landkreis Harz.
Bei der Landtagswahl im März 2006 wurde Thomas über den Wahlkreis 30 (Quedlinburg) in den Landtag von Sachsen-Anhalt gewählt. Dort ist er Mitglied im Ausschuss für Wirtschaft und Arbeit und seit 2011 wirtschaftspolitischer Sprecher der CDU-Landtagsfraktion. Auch bei den Wahlen 2011, 2016 und 2021 konnte er den Wahlkreis Quedlinburg für sich entscheiden und für eine weitere Legislaturperiode in den Landtag einziehen. Von 2016 bis 2021 war Thomas stellvertretender Vorsitzender der CDU-Fraktion im Landtag von Sachsen-Anhalt.

## Kontroversen
Im Juni 2019 sorgte Thomas mit Überlegungen zu zukünftigen Koalitionen seiner Partei mit der Alternative für Deutschland (AfD), insbesondere im Hinblick auf die Zeit nach der Landtagswahl 2021 in Sachsen-Anhalt, für Aufmerksamkeit. Im Gespräch mit der Mitteldeutschen Zeitung sagte er: „Wir sollten eine Koalition jedenfalls nicht ausschließen. Stand jetzt ist sie nicht möglich - wir wissen aber nicht, wie die Lage in zwei oder fünf Jahren ist.“ In der AfD gebe es zwar viele radikale Politiker, es gebe aber auch „liberale Kräfte“ und man müsse sehen, „welche Strömung sich durchsetzt.“ Bezogen auf die Große Koalition im Bund und die Kenia-Koalition in Sachsen-Anhalt äußerte Thomas, sie zerstörten die Identität seiner Partei. Mit dem CDU-Abgeordneten Lars-Jörn Zimmer, der ebenfalls stellvertretender Fraktionsvorsitzender ist, veröffentlichte er ein achtseitiges Papier, in dem die beiden argumentieren, die Wähler von CDU und AfD hätten ähnliche Ziele und die Mehrheit in Deutschland wähle konservativ. Die CDU hätte jedoch Wähler verprellt, indem sie „multikulturellen Strömungen linker Parteien und Gruppen“ nicht entschieden genug entgegengetreten sei. Außerdem sei es ein „historischer Fehler“, die Sehnsucht nach Heimat nicht verteidigt zu haben, und es müsse wieder gelingen „das Soziale mit dem Nationalen zu versöhnen.“
Der Innenminister Sachsen-Anhalts und CDU-Landesvorsitzende Holger Stahlknecht hingegen hielt eine Öffnung zur AfD für falsch und warnte davor, „die CDU nach rechts zu verrücken“. Auch CDU-Generalsekretär Paul Ziemiak lehnte den Vorstoß von Thomas und Zimmer ab und verwies auf die aktuelle Beschlusslage des CDU-Parteitages, nachdem Bündnisse von CDU und AfD ausgeschlossen sind. Die Denkschrift von Thomas und Zimmer stieß auch auf Kritik der anderen Regierungsparteien von Sachsen-Anhalt.
In einem Beschluss vom 3. April 2025 forderte der CDU-Kreisverband Harz, dessen Vorsitzender Thomas seit 2006 ist, die Aufhebung des Unvereinbarkeitsbeschlusses der CDU von 2018 und plädiert erneut für eine Zusammenarbeit mit der AfD. Der CDU-Landesverband distanziert sich von diesem Beschluss und schließt die Zusammenarbeit weiterhin aus.
Andreas Dreyer, stellvertretender Vorsitzender der Pfarrergesamtvertretung und selbst CDU-Mitglied, beantragte im Jahr 2025 ein Parteiordnungsverfahren gegen Thomas. Dieser hatte nach Dreyers Ansicht im Stadtrat von Quedlinburg einen AfD-Anhänger bei der Wahl zum stellvertretenden Ratsvorsitzenden unterstützt.